# Ghiacciaio Swope
Il ghiacciaio Swope (in inglese Swope Glacier) è un ghiacciaio situato sulla costa di Ruppert, nella parte occidentale della Terra di Marie Byrd, in Antartide. Il ghiacciaio, il cui punto più alto si trova ad oltre 600 m s.l.m., fluisce in direzione ovest-nord-ovest passando tra il monte Woodward e il monte West, nelle catene Ford, fino ad andare ad alimentare la piattaforma di ghiaccio Sulzberger.

## Storia
Il ghiacciaio Swope è stato scoperto durante la seconda spedizione antartica di Richard E. Byrd nel 1933-35 ed è stato in seguito esplorato da membri del Programma Antartico statunitense nel 1939-41. Esso è stato poi così battezzato in onore di Gerard Swope, presidente della General Electric Co. dal 1922 al 1945, che aveva fornito diverse apparecchiature elettriche alla sopraccitata spedizione di Byrd.